# Foëne

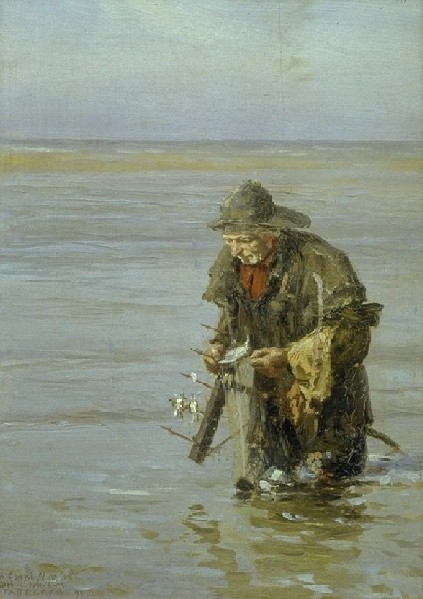
Pêcheur à la foëne dans la baie d'Authie par Francis Tattegrain.

Une foëne (ou foène, fouëne et fouine) est un harpon à long manche terminé par plusieurs branches pointues et, parfois, barbelées, formant un « peigne » plus ou moins large. Il s'agit de la seule arme de chasse sous-marine à être autorisée en France aux personnes âgées de moins de 16 ans.

## Histoire
L'invention de la foëne, comme celles du harpon ou de l'hameçon droit bifide, remonte au Magdalénien, dernière phase du Paléolithique supérieur (environ -15 000 à -12 000 ans). Ces nouvelles armes améliorèrent considérablement les techniques de pêche, et peut-être aussi de chasse, oiseaux pour la foëne, gibier terrestre pour le harpon.

## Utilisation
Elle est utilisée pour la capture de poissons plats ou de gros poissons, notamment dans la pêche à pied, et en général dans des eaux peu profondes (par exemple dans les lagons des atolls coralliens). Son manche peut être équipé d'une cordelette, qui permet de la ramener après avoir été lancée sur le poisson.
La foëne est en particulier très utilisée pour la pêche des anguilles, dans les flaques d'eau laissées par la marée descendante, ou encore dans les herbiers ; en effet, comportant de nombreuses dents (sept dents par exemple, voire neuf dents), la foëne permet de capturer sans difficulté ce poisson, difficile à saisir autrement.
En Normandie, on pêchait jadis l'orphie à la foëne, de nuit, sur des embarcations équipées d'un « pharillon », dont la lumière attirait ces poissons en bancs serrés.

## Interdictions
Dans le cadre réglementaire régissant la pêche sous-marine, le décret no 90-618 du 11 juillet 1990 interdit la détention simultanée à bord d'un navire d'une foëne et d'un équipement respiratoire (article 4, paragraphe II). D'autre part, le même décret interdit aux pêcheurs sous-marins l'emploi d'une foëne pour la capture des crustacés (article 4, paragraphe III).